# Probark Mały
Probark Mały [ˈprɔbark ˈmawɨ] (deutsch Klein Proberg) ist ein kleiner Ort in der polnischen Woiwodschaft Ermland-Masuren und gehört zur Gmina Piecki (Landgemeinde Peitschendorf) im Powiat Mrągowski (Kreis Sensburg).

## Geographische Lage
Probark Mały liegt 500 Meter östlich des Großen Wongelsees (polnisch Jezioro Wągiel) in der südlichen Mitte der Woiwodschaft Ermland-Masuren, neun Kilometer südöstlich der Kreisstadt Mrągowo (deutsch Sensburg).

## Geschichte
Klein Proberg entstand als kleines Gehöft und Abbau der Gemeinde (Alt) Proberg (polnisch Nowy Probark) um 1800. Im  Jahre 1867 zählte der kleine Ort 102, 1885 nur noch 75 Einwohner. Am 13. Januar 1904 wurde Klein Proberg zusammen mit den Abbauten Jakobsdorf (polnisch Jakubowo), Neuort, Ober Proberg (Probark Górny), (Alt) Proberg (Nowy Probark) und Probergswerder (Żabieniec) aus der Landgemeinde Proberg zur neuen Landgemeinde Jakobsdorf vereint und in den Amtsbezirk Proberg eingegliedert. Dieser gehörte bis 1945 zum Kreis Sensburg im Regierungsbezirk Gumbinnen (ab 1905: Regierungsbezirk Allenstein) in der preußischen Provinz Ostpreußen.
Seit 1945 gehört Klein Proberg zu Polen. Der Ort trägt die polnische Namensform „Probark Mały“ und ist heute eine Ortschaft innerhalb der Landgemeinde Piecki (Peitschendorf) im Powiat Mrągowski (Kreis Sensburg), bis 1998 der Woiwodschaft Olsztyn (Allenstein), seither der Woiwodschaft Ermland-Masuren zugehörig.

## Kirche

### Evangelische Kirche
Klein Proberg war bis 1945 in das Land-Kirchspiel der evangelischen Pfarrkirche Sensburg in der Kirchenprovinz Ostpreußen der Kirche der Altpreußischen Union eingegliedert. Der Bezug zu diesem jetzt allerdings St.-Trinitatis-Kirche genannten Gotteshaus in Mrągowo besteht auch heute. Es gehört nun jedoch zur Diözese Masuren der Evangelisch-Augsburgischen Kirche in Polen.

### Katholische Kirche
Vor 1945 war Klein Proberg in die katholische Kirche St. Adalbert in Sensburg im Bistum Ermland eingepfarrt. Heute gehört der Ort zur Pfarrei Kosewo (Kossewen, 1938 bis 1945 Rechenberg) mit ihrer Filialgemeinde Jakubowo (Jakobsdorf) im Bistum Ełk der polnischen katholischen Kirche.

## Verkehr
Probark Mały ist auf einem Landweg von Jakubowo aus zu erreichen. Eine Bahnanbindung besteht nicht.